# Pierre Blanchet (poète)
Pour les articles homonymes, voir Blanchet et Pierre Blanchet.
Pierre Blanchet, né en 1459 à Poitiers et mort en 1519 à Poitiers, est un poète et ecclésiastique français.

## Biographie
Avocat, il entre dans les ordres en 1499.

## Œuvres
Auteur de lais, de rondeaux et de farces satiriques que jouaient les clercs de la Basoche, il ne nous est rien parvenu de ses écrits. On lui a attribué la Farce de Maître Pathelin, qui est plus ancienne (1457).